# Yvette Z’Graggen

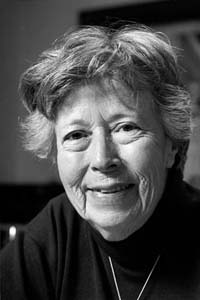
Yvette Z’Graggen, fotografiert von Erling Mandelmann

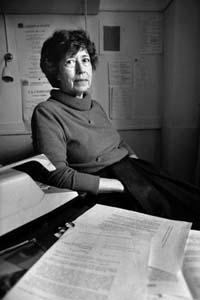
Yvette Z’Graggen

Yvette Z’Graggen (* 31. März 1920 in Genf-Plainpalais; † 16. April 2012 in Collonge-Bellerive) war eine französischsprachige Schweizer Schriftstellerin und Übersetzerin.

## Leben
Yvette Z’Graggen wuchs als einzige Tochter des Zahnarztes Johann Heinrich Z’Graggen und seiner Frau Alice Z’Graggen, geb. Heksch, in Genf auf. Ihr Grossvater väterlicherseits stammte aus dem Kanton Uri und war nach Graubünden gezogen. Die Ahnen ihrer Wiener Mutter stammten aus Ungarn. Als sie klein war, sprachen ihre Eltern nach ihrer eigenen Aussage Hochdeutsch, die Mutter in Erinnerung an Wien, ihr Vater, weil er es dem Glarner Dialekt vorzog. Nachdem sie beschlossen hatten, in Genf zu leben, wurde in der Familie Französisch gesprochen. Die Familie gehörte zum protestantischen Genfer Bürgertum, in dem der Vater sich nie richtig aufgehoben fühlte.
In den Jahren des Zweiten Weltkrieges und bis kurz danach arbeitete Z’Graggen von 1941 bis 1946 beim IKRK. Von 1949 bis 1952 wirkte sie bei den 1946 gegründeten Rencontres internationales de Genève (RIG) und der Europäischen Kulturgesellschaft in Venedig. Ferner studierte sie an der Universität Florenz.
Von 1952 bis 1982 war Z’Graggen für Radio Suisse Romande tätig, wo sie Kulturbeiträge und Hörspiele realisierte und davon zahlreiche auch selbst schrieb, denen jeweils grosser Erfolg beschieden war und die in mehrere Sprachen übersetzt wurden. Zwischen 1982 und 1989 arbeitete sie unter der Leitung von Benno Besson bei der Comédie de Genève.
1953 heiratete sie Robert Brunel, mit dem sie 1963 eine Tochter bekam. Die Ehe wurde 1978 geschieden.
Yvette Z’Graggen war Mitglied der Schriftstellervereinigung Autorinnen und Autoren der Schweiz. Sie starb nach langer Krankheit im Alter von 92 Jahren in Collonge-Bellerive.

## Werk
Yvette Z’Graggen gehörte zur Generation der Schriftsteller Max Frisch und Friedrich Dürrenmatt. Bekannt wurde sie vor allem durch ihre Romane und Erzählungen, die grösstenteils ins Deutsche übersetzt wurden. Dazu gehören ihre erfolgreichen autobiographischen Aufzeichnungen Zeit der Liebe, Zeit des Zorns (1980) und die Romane Zerbrechendes Glas (1985) – dessen Titel in einer Neuauflage dem französischen Original angepasst wurde: Cornelia (2001) –, La Punta (1992) sowie Matthias Berg (1995).
Im Alter von sechs Jahren begann sie, Geschichten zu schreiben. In ihren frühesten Texten erfand sie eine Mimi und eine Noémie, die Dinge tun durften, die ihr selbst verboten waren. Mit sechzehn Jahren schrieb sie auch Texte auf Deutsch, ging dann aber wieder zum Französischen über.
1939 schrieb sie ihren Roman Appel du rêve (Ruf des Traums), der 1944 unter dem Pseudonym Danièle Marnan bei den Éditions Perret-Gentil in Genf verlegt wurde. Im gleichen Jahr erschien ihr Roman La vie attendait (Das Leben wartete) unter ihrem eigenen Namen bei J.-H. Jeheber in Genf.
Sie übersetzte auch Werke italienisch- und deutschsprachiger Autoren ins Französische. Aus dem Deutschen übertrug sie Schweiz ohne Armee? Ein Palaver von Max Frisch, Das glückliche Tal von Annemarie Schwarzenbach, Mall von Urs Richle sowie den Erzählband Vielleicht Patagonien von Otto Steiger. Aus dem Italienischen waren es Choix de Poèmes (1941–1971) von Giorgio Orelli, Le Secret de San Carpoforo von Claudio Nembrini sowie L’Espoir d’une vie meilleure von Angelo Casè.

## Auszeichnungen (Auswahl)
- 1951: Einzelwerkpreis der Schweizerischen Schillerstiftung.
- 1981: Preis Bibliomedia für Un Temps de colère et d’amour, récit, 1980; dt. Zeit der Liebe, Zeit des Zorns, Erzählung.
- 1982: Preis der Société genevoise des Ecrivains für Les années silencieuses, récit. Éditions de L’Aire, 1982; dt. Die Jahre des Schweigens, Erzählung.
- 1992: Prix des Auditeurs de la Radio suisse romande für La Punta, roman, 1992; dt. La Punta, Roman.
- 1996: Grosser Schillerpreis der Schweizerischen Schillerstiftung für das Gesamtwerk.
- 1998: Prix Eugène-Rambert. Preis der Hundertjahrfeier des ältesten Literaturpreises der Westschweiz.
- 2001: Prix Pittard de l’Andelyn für Changer l’oubli, récit, 1989.
- 2004: Prix Lipp Schweiz für Un étang sous la glace, roman, 2003; dt. Weiher unter Eis. Roman.
- 2012: Prix Édouard Rod, postum, für Juste avant la pluie, 2011.

## Werke

### In deutscher Sprache
- Das Netz des Vogelstellers. Roman. Aus d. Franz. v. Anny M. Fasold. Huber, Frauenfeld 1959.
- Ein Sommer ohne Geschichte. Roman. Aus d. Franz. v. Anny M. Fasold. Huber, Frauenfeld 1961.
- Erwartung und Erfüllung. Roman. Aus d. Franz. v. Anny M. Fasold. Huber, Frauenfeld 1963.
- Zeit der Liebe, Zeit des Zorns. Aus d. Franz. v. Hedi Wyss. Benziger, Zürich 1982; Lenos, Basel 2000, ISBN 3-85787-656-5.
- Zerbrechendes Glas. Roman. Aus d. Franz. v. Hedi Wyss. Benziger, Zürich 1988.
  - Neuausgabe als: Cornelia. Lenos, Basel 2001, ISBN 3-85787-664-6.
- Heimkehr ins Vergessene. Erzählung. Aus d. Franz. v. Maria Spälti-Elmer. Neujahrsbote, Linthal 1990; Lenos, Basel 2010, ISBN 978-3-85787-731-5.
- Matthias Berg. Roman. Aus d. Franz. v. Markus Hediger. Lenos, Basel 1997; ebd. 2004, ISBN 3-85787-682-4.
- La Punta. Roman. Aus d. Franz. v. Markus Hediger. Lenos, Basel 1999; ebd. 2008, ISBN 978-3-85787-718-6.
- Die Jahre des Schweigens. Aus d. Franz. v. Elfriede Riegler. Lenos, Basel 2001; ebd. 2010, ISBN 978-3-85787-732-2.
- Oktobergras. Roman. Aus d. Franz. v. Anny M. Fasold. Lenos, Basel 2003, ISBN 3-85787-674-3.
- Die Hügel. Erzählung. Aus d. Franz. v. Markus Hediger. Lenos, Basel 2004, ISBN 3-85787-348-5.
- Weiher unter Eis. Roman. Aus d. Franz. v. Markus Hediger. Lenos, Basel 2006, ISBN 3-85787-373-6.
- Lebenssplitter. Aus d. Franz. v. Markus Hediger. Lenos, Basel 2008, ISBN 978-3-85787-400-0.
- Deutschlands Himmel. Aus d. Franz. v. Regula Renschler. Lenos, Basel 2011, ISBN 978-3-85787-414-7.
- Kurz vor dem Regen. Aus d. Franz. v. Yla M. von Dach. Lenos, Basel 2020, ISBN 978-3-85787-500-7.

### Übersetzungen aus dem Deutschen
- Max Frisch: Suisse sans armée? un palabre. Bernard Campiche éditeur, 1989; dt: Schweiz ohne Armee? Ein Palaver. Limmat Verlag Zürich, 1989.
- Annemarie Schwarzenbach: La vallée heureuse. Éditions de l’Aire/Le Griot, 1991; dt. Tod in Persien. Erstausgabe. Herausgegeben von Roger Perret. Lenos, Basel 2003, ISBN 3-85787-675-1.
- Urs Richle: Mall ou la disparition des montagnes. Éditions Zoé, 1997; dt. Mall oder Das Verschwinden der Berge. Roman. Gatza, Berlin 1993.
- Otto Steiger: La Patagonie peut-être. Éditions de L’Aire, 2000; dt. Vielleicht Patagonien. Edition 8, Zürich, 1989 und 2009.

### Übersetzungen aus dem Italienischen
- Giorgio Orelli: Choix de poèmes. Éditions de L’Aire, 1973.
- Claudio Nembrini: Le Secret de San Carpoforo. Éditions Zoé, 1990; it. La locandina gialla e altri racconti. 1987.
- Angelo Casè: L’Espoir d’une vie meilleure. Éditions de L’Aire, 1994; it. La certezza del meglio.

## Dokumentarfilm
- Frédéric Gonseth: Yvette Z’Graggen – Une femme au volant de sa vie. Dokumentarfilm in Farbe und Schwarz-Weiss, 2016, 1h30.